# Варненска корабостроителница
Варненската корабостроителница (понастоящем собственост на „Булярд корабостроителна индустрия“ АД) е най-голямото предприятие за производство на морски плавателни съдове в България.

## История
Преди построяването на Варненската корабостроителница в града са произвеждани предимно дървени лодки. През първите десетилетия на XX век започват да се строят лодки с дължина от 6 до 9 метра. През 1937 година в корабостроителницата е произведен първият малък пътнически кораб „Галата“.
След национализацията корабостроителницата се преименува на Корабостроителен и кораборемонтен завод „Георги Димитров“ (съкратено ККЗ). През 1955 г. от корабостроителницата се отделя Кораборемонтен завод „Одесос“, който поема ремонтните работи по плавателните съдове и основният завод вече се казва Корабостроителен завод „Георги Димитров“ (съкр. КЗ).
В периода 1967 – 1968 г. се въвеждат в действие основните корабостроителни мощности – 2 докови камери, 1-ви корпусен цех, кейови стени и други. Броят на работниците в предприятието в края на 1970-те години варира от 4000 до 4300 души.
Най-големият български кораб танкерът „Хан Аспарух“ (с водоицместимост 100 000 тона) е произведен през 1976 година. През 1986 – 1990 г. са построени няколко многоцелеви кораба по 17 000 тона, контейнеровози, кораби за насипни товари. Значителна част от поръчките са изпълнявани за СССР, Полша, Чехословакия, Унгария и Китай.
Научната основа на корабостроенето във варненската корабостроителница се осигурява благодарение на създадения Институт по корабостроене. Квалифицирани специалисти се обучават в Техникума по корабостроене и корабоплаване и в морските висши училища.

## Съоръжения
- Голяма докова камера 237x40x7 m
- Малка докова камера 187x28x6 m
- Достроечен кей
- Корпусообразуващ цех
- Сборъчно-заваръчен цех

## Построени кораби
Към днешна дата са построени и влезли в експлоатация над 850 кораба за 27 собственици. Примери:
- 1943 г.: „Рила“ (183 т)
- 1969 г.: Учебен кораб № 421
- 1976 г.: „Хан Аспарух“ (100 000 т)
- 1978 г.: „Чумерна“ (10 000 т.)[4]
- 1985 г.: „Александър Димитров“ (38 000 т)
- 1998 г.: „Персенк“ (за насипни товари)

## Директори
- Георги Бойчев[4]
- Добромир Кондов[5]

## Галерия
Архивни снимки на КЗ „Георги Димитров“ от Държавния архив, Варна
- Корабът „Хан Аспарух“ на ремонт
- Етап от реконструкцията на КЗ
- Корабът „София“ на ремонт
- Корабът „Сурахани“ на ремонт
- Строеж на кораби
- Корабът „Джебраил“ на ремонт